# Plešivec, Slovacia
Plešivec este o comună slovacă, aflată în districtul Rožňava din regiunea Košice, pe malul râului Sajo. Localitatea se află la altitudinea de 216 m deasupra n.m., se întinde pe o suprafață de 62 km2 și în 2017 număra 2.277 de locuitori.

## Istoric
Localitatea Plešivec este atestată documentar din 1243.

## Demografie
| An:                | 1994 | 2004   | 2014   | 2024   |
| ------------------ | ---- | ------ | ------ | ------ |
| Număr de persoane: | 2373 | 2417   | 2313   | 2160   |
| Diferență:         |      | +1,85% | −4,30% | −6,61% |

| An:                | 2023 | 2024   |
| ------------------ | ---- | ------ |
| Număr de persoane: | 2178 | 2160   |
| Diferență:         |      | −0,82% |